# Anna O'Flanagan
Pour les articles homonymes, voir O'Flanagan.
Anna O'Flanagan est une joueuse de hockey sur gazon irlandaise évoluant au poste d'attaquante au Pinoké et pour l'équipe nationale irlandaise,.

## Biographie
Anna est née le 18 février 1990 à Rathgar.

## Carrière
Elle a fait partie de l'équipe nationale pour concourir à la Coupe du monde 2018 à Londres.

## Palmarès
- : 2e à la Coupe du monde 2018.